# Erruh-Huraa
Erruh-Huraa is een van de onbewoonde eilanden van het Meemu-atol behorende tot de Maldiven.